# Gronowo (Leszno)
Gronowo (pol. hist. Grunowo) – dzielnica Leszna, położona w północno-wschodniej części miasta, podzielona na dwie części drogą krajową nr 5 oraz oddzielona od Zatorza linią kolejową Poznań–Wrocław. Na mocy rozporządzenia Ministra Administracji, Gospodarki Terenowej i Ochrony Środowiska z dniem 1 sierpnia 1977 zostało włączone w granice Leszna.

## Historia
Obecna dzielnica miasta Leszna była pierwotnie wsią związaną z Wielkopolską. Ma metrykę średniowieczną i istnieje co najmniej od końca XIV wieku. Wymieniona została w łacińskim dokumencie datowanym na 1382 pod nazwą Grunowo, 1393 Grunovo, 1400 Gronowo, 1498 Granowo Maior.
Miejscowość była początkowo wsią szlachecką i należała do przedstawicieli lokalnej szlachty wielkopolskiej, panów Grunowskich, którzy od nazwy wsi utworzyli swoje odmiejscowe nazwisko, a później także Sieńskich, Leszczyńskich. W 1437 wieś leżała w powiecie kościańskim Korony Królestwa Polskiego. W 1510 miejscowość należała do parafii Goniębice.
W średniowieczu w miejscu obecnego miasta Leszno istniały małe, osobne osady Leszczno i Leszczynko, a obecne dzielnice miejskie były osobnymi wsiami. Gronowo graniczyło także z sąsiednią wsią Grunówko. W 1397 dziedzic w Lesznie Stefan Karmiński oraz Szymon z Grunowa toczyli proces sądowy o granice pomiędzy wsią Leszno, a wsią Grunowo. Granicę mieli wytyczyć arbitrzy przedstawieni przez obie strony. W 1401 mieszkańcy obu wsi Gronowa i Grunówka mieli zapłacić po 8 skudów sądowi oraz po 8 skudów Tomisławowi z powodu niestawienia się na opole, które zebrało się na rozgraniczenie wsi przy pomocy świadków opolnych.
W 1382 Szymon Grunowski był wśród reprezentantów szlachty wielkopolskiej, która przyrzekła wierność Jadwidze Andegaweńskiej córce Ludwika Węgierskiego oraz kandydatki na króla Polski wybranej na zjeździe rycerstwa w Radomsku 25 listopada 1382. W 1398 właściciel wsi Gronowo Szymon Grunowski toczył spory sądowe z posiadaczami Karmina oraz Leszna. Zarzucił Szczepanowi z Karmina dokonanie zbrojnego napadu na Gronowo oraz spowodowanie szkód w Siennie. W latach 1415–1450 notowani są bracia Maciej i Zygmunt Grunowski. W 1424 imiennie odnotowano Piotra kmiecia z Gronowa. W 1437 kasztelan przemęcki Rafał Leszczyński kupił część wsi Gronowo. W 1445 Iwan z Karmina wystąpił przed sądem biskupa poznańskiego w imieniu swoich kmieci zamieszkałych w Gronowie - Marcina Chochoła i Mikołaja Kuchty. W 1445 Mikołaj pleban z Goniębic ekskomunikował dwóch kmieci z Gronowa z powodu zaległych dziesięcin. W 1447 Iwan z Karmina zapisany został jako fundator altarii w Wonieściu, którą uposażył czynszami, m.in. czynszem w wysokości 3 grzywien z Gronowa.
W 1450 synowie Iwana dokonali podziału majątku po ojcu. Mikołaj otrzymał Gronowo, Tomasz wieś Sienno, a Rafał wieś Parska koło Śmigla oraz połowę Jezierzyc. W 1455 Mikołaj jako jedyny dziedzic Gronowa zapisał czynsz roczny w wysokości 6 grzywien półgroszy z folwarku oraz ról kmiecych w Gronowie z prawem wykupu za 116 florenów węgierskich Wojciechowi z Szamotuł kustoszowi kolegiaty NMP w Poznaniu. W 1463 Stanisław dziedzic gronowski zapisał swojej żonie Barbarze po 50 grzywien posagu oraz wiana na połowie Gronowa.
W 1480 Jan z Gronowa zapisał swojej żonie Helenie po 200 grzywien posagu oraz wiana na swych połowach Gronowa i Sienny, tzn. na połowie folwarku w Siennie oraz na całym dworze, żywym inwentarzu i na wiatrakach w Gronowie. W 1507 szlachcic Jan Sieński sprzedał szlachcicowi Janowi swemu synowi 2 łany osiadłe w Gronowie.
Wieś odnotowana została w rejestrach podatkowych. W 1510 Gronowo należało do pana Sieńskiego. Wieś liczyła 9,5 łana osiadłego, folwark panów z Leszna liczył 10,5 łana, które uprawiał Jana Hehnar. We wsi był młyn oraz nowo wykarczowane. W 1510 Jan Grunowski był w sporze z Maciejem i Janem Gostyńskimi. Starosta generalny wielkopolski nałożył na niego karę umowną w wysokości 200 grzywien. W 1513 Jan Grunowski, który nosił także nazwisko Sieński (od wsi Sienno) sprzedał swym bratankom Rafałowi i Janowi synom Kaspra Leszczyńskiego Sienno oraz Gronowo za 1200 grzywien, a woźny sądowy wwiązał nabywców w te wsie. Jednak w rzeczywistości weszli w ich posiadanie dopiero po śmierci Jana Sieńskiego. Rafał Leszczyński dał później Sienno i Gronowo swojemu bratu stryjecznemu Rafałowi także Leszczyńskiemu synowi następnego Rafała Leszczyńskiego marszałka dworu. W akcie darowizny zastrzegł sobie jednak dożywocie na tych majętnościach. W 1530 odnotowano pobór podatków we wsi od 8 łanów, wiatraka dziedzicznego oraz karczmy. W 1563 pobrano podatki z 16,5 łana (w tym z łanów sołeckich), od 16 komorników, 4 wiatraków dziedzicznych, wiatraka dorocznego, karczmy dziedzicznej oraz od 3 rzemieślników.
Wskutek II rozbioru Polski w 1793 wieś wraz z okolicą przeszła pod władanie Prus i jak cała Wielkopolska znalazła się w zaborze pruskim.

## Charakterystyka
Gronowo zamieszkuje około 6500 osób. Ważniejsze ulice osiedla to: Barbary Jeziorkowskiej (jedna z najdłuższych ulic), Władysława Jagiełły, Gronowska (największa ulica oraz najstarsza z ulic dzielnicy Gronowo) i  Łowiecka. Większość gronowskich ulic swoją nazwę zawdzięcza bohaterom powieści Henryka Sienkiewicza, np. ul. Zbyszka z Bogdańca, Juranda, Andrzeja Kmicica, Jagienki, ks. Kordeckiego, Połanieckich. Na Gronowie znajduje się kościół parafialny pod wezwaniem św. Maksymiliana Marii Kolbego (proboszcz ks. kanonik Mieczysław Jarczewski) będący świątynią parafialną dla parafii pod tym samym wezwaniem. Szkoła Podstawowa nr 5 im. Henryka Sienkiewicza i Gimnazjum nr 5 im. Arkadego Fiedlera. Znajduje się tam także remiza OSP KSRG Leszno-Gronowo. Jednostka wyposażona w 2 wozy bojowe: GCBA Volvo FMX 410 4x4 i VW T4 SLRR. Dotychczasowy wóz, 21-letni Jelcz 442 GCBA 5/24 zostało przekazane OSP w Bukówcu Górnym.